# Boly (Szlovákia)
Boly (más néven Zemplénboly, szlovákul: Boľ) község Szlovákiában, a Kassai kerület Tőketerebesi járásában.

## Fekvése
Királyhelmectől 6 km-re északra, a Latorca régi árterében található.

## Története
A régészeti leletek tanúsága szerint a község területe már a kőkorban is lakott volt, az itt élő nép a nyírség-zétényi kultúrához tartozott.
A mai települést 1221-ben „Bol” néven említik először. 1332-ben már állt román stílusú temploma, melyet a pápai tizedjegyzék említ. 1337-ben már mai magyar Boly nevén szerepel. A 14. században a Bolyi család elszegényedett ágának birtoka. A 15.–16. században gyakran változtak birtokosai. 1419-ben Cseke György és Imreghi András birtoka. 1439-ben az Újfalussyak, 1443-ban a Csebyek, 1475-ben a Nagyok, 1487-ben a Széchyek a tulajdonosok. 1528-ban a Taróczyak, 1548-ban a Némethyek, 1559-ben a Bejczyek, 1561-ben az Aytayak birtoka. 1557-ben 8 portát számláltak a faluban, ebből 3 zsellérház volt. 1598-ban a Rákócziak is birtokosok lettek a településen. A 17. század végén Barkóczy Ferenc és Klobusiczky Ferenc birtoka. Ez idő tájt sokat szenvedett a kuruc harcok miatt. 1715-ben 10 lakott és 9 lakatlan ház állt a településen. A 18. század folyamán szlovák és ruszin lakosság települt a részben kipusztult lakosok helyére. 1787-ben 48 házát 30-an lakták.
A 18. század végén Vályi András így ír róla: „BOLY. Elegyes lakosú falu Zemplén Vármegyében, földes Ura Klobusiczky Uraság, határja mindenféle gabonát bőven hoz, réttyei jók, és hasznosak, legelője elegendő, vagyonnyait eladhattya, Újhelyben, Zemplénben, Helmeczen, mind a’ kétféle fája elég; első Osztálybéli.”
1828-ban 63 házban 483  lakos élt. A 18.–19. században a Klobusiczky grófi család a falu birtokosa, míg a 20. század elején részben a Szirmayaké lett.
Fényes Elek 1851-ben kiadott geográfiai szótárában így ír a faluról: „Bolly, magyar falu, Zemplén vmegyében, Leleszhez nyugotra 1/2 mfdnyire: 165 r., 184 g. kath., 148 ref., 5 zsidó lak. Kath. paroch. templom. Vizimalom., 780 hold termékeny szántóföld. F. u. gr. Klobusiczka. Ut. p. Ujhely.”
Borovszky Samu monográfiasorozatának Zemplén vármegyét tárgyaló része szerint: „Boly, bodrogközi magyar kisközség 150 házzal és 737, nagyobbára gör. kath. vallású lakossal. Postája van, távírója Királyhelmecz és vasúti állomása Perbenyik. Ősi község, mely a honfoglaláskor már megült hely volt. 1403-ban Zsigmond király Pányi Ferencznek és fiának adományozza. 1419-ben Cseke György és Imreghi András az urai, de 1439-ben Ujfalussi Detrét iktatják egyes részeibe. 1443-ban a Csebyekkel is találkozunk itt, és 1475-ben Magnus, vagyis Nagy Ambrust iktatják egyes részeibe, míg 1487-ben a Széchiek is birtokosai, kik a maguk részét a Tárczaiaknak adják zálogba. 1514-ben a Bayoni, 1528-ban a Túróczy, 1548-ban a Némethy, 1559-ben a Beyczi, 1561-ben az Atyay családok kapnak itt részbirtokokat, 1570-ben Bey János, Zobonya László és Zalatnoky Mátyás, de még ebben az évben az Alpáryaké és a Csebyeké lesz, majd a Bogdányi Farkasoké. 1598-ban Vinnay Pálnak is van itt része, továbbá Alpáry Jánosnénak, Rákóczy Ferencznek és Farkas Györgynek. 1613-ban Bernáth Jánost, 1680-ban Barkóczy Ferenczet iktatják birtokába. 1690-ben Klobusitzky Ferencz az ura. A mult század elején gróf Klobusitzky Jánosé, ma pedig gróf Szirmay Györgynek van itt nagyobb birtoka. A Rákóczy-féle szabadságharczok idejében a község határában ütközet volt, 1888-ban pedig árvíz és tűz okozott benne nagy kárt. Róm. kath. templomának építési ideje ismeretlen. Ide tartozik Boli major is és Boly község szomszédságában fekhetett hajdan, a Ráska nevezetű dűlő helyén, Bolyráska elpusztult helység, mely 1460-tól a XVI. század elejéig a Pányiak birtoka, 1506-ban Semsey Ferenczé és 1528-ban Túróczy Miklósé.”
1920-ig Zemplén vármegye Bodrogközi járásához tartozott. 1938 és 1945 között újra Magyarországhoz tartozott.

## Népessége
| Év:            | 1994. | 2004.   | 2014.   | 2024.   |
| -------------- | ----- | ------- | ------- | ------- |
| Emberek száma: | 685   | 691     | 711     | 726     |
| Eltérés:       |       | +0,87 % | +2,89 % | +2,10 % |

| Év:            | 2023. | 2024.   |
| -------------- | ----- | ------- |
| Emberek száma: | 731   | 726     |
| Eltérés:       |       | -0,68 % |

1910-ben 728-an, túlnyomórészt magyar anyanyelvűek lakták.
2001-ben 730 lakosából 629 magyar és 87 szlovák volt.
2011-ben 725 lakosából 607 magyar és 109 szlovák volt.
2021-ben 734 lakosából 516 magyar (70,3%), 170 szlovák, 2 cigány, 2 cseh, 1 ukrán, 1 osztrák, 1 angol, 41 ismeretlen nemzetiségű volt.

## Nevezetességei
- Szent Miklós tiszteletére szentelt, római katolikus temploma eredetileg a 13. század második felében épült. A reformáció idején a reformátusoké lett és csak 1733 körül kapták vissza a katolikusok. Mai formájában 1828-ban építették át.
- Református temploma 1968 és 1971 között épült.